# Il mio giorno più bello nel mondo
Il mio giorno più bello nel mondo è un singolo del cantautore italiano Francesco Renga, pubblicato il 6 maggio 2014 come secondo estratto dal sesto album in studio Tempo reale.

## Descrizione
Il brano, scritto da Fortunato Zampaglione, è il secondo estratto dall'album Tempo reale. La canzone ha come tema una dichiarazione d'amore e le melodie e la timbrica sono un esperimento innovativo per Renga, che punta su un sound originale.
Nel 2017 il brano è stato inciso nuovamente da Renga insieme a Max Pezzali e a Nek e pubblicato come singolo il 20 dicembre 2017.

### Accuse di plagio
Nel brano, molti critici hanno notato un'incredibile somiglianza del brano a When I Was Your Man di Bruno Mars, tanto che in molti hanno accusato Renga di aver plagiato il brano di Mars.
Hanno detto a proposito: La progressione di accordi è la stessa: per tutta l'intera canzone sono suonati esattamente gli stessi accordi, pause comprese, il tempo è lo stesso; le tonalità su cui sono stati composti i due brani differiscono tra loro per un solo semitono. A questo punto non parlare di plagio è molto difficile.

## Video musicale
Il videoclip, diretto da Gaetano Morbioli, mostra Renga muoversi a Berlino, circondato da alcuni palazzi sui quali i disegni prendono vita.

## Classifiche

### Classifiche settimanali
| Classifica (2014) | Posizione massima |
| ----------------- | ----------------- |
| Italia            | 1                 |

### Classifiche di fine anno
| Classifica (2014) | Posizione |
| ----------------- | --------- |
| Italia            | 23        |